# Teatro Moderno
Il Teatro Moderno è il principale teatro della città di Grosseto.

## Storia
Il teatro è stato realizzato originariamente tra il 1948 e il 1949 per volere di Iacopo Giuliano Pucci, che aprì in via Tripoli il Cinema Teatro Moderno, progettato dagli architetti Fulvio Carletti e Luigi Donati, con una capienza di circa 500 spettatori.
Nel 1957 fu poi dato inizio alla fase di studio per un ampliamento della sala e il teatro è stato quindi ricostruito tra il 1963 e il 1966 su progetto degli ingegneri Cesare Billi, Teseo Cutini, Lamberto Marsili e Mario Santini.
Nel 2005 il cinema-teatro cessò la sua attività e nel 2007 fu acquistato dal Comune di Grosseto.
Il teatro è stato sede del processo che vide come imputato Francesco Schettino per il naufragio della Costa Concordia con l'accusa di omicidio colposo plurimo, abbandono della nave e naufragio colposo.

## Descrizione
Con i suoi 1 000 posti costituisce uno spazio teatrale di vaste dimensioni, il maggiore in città, provvisto di una torre scenica ampia e ben attrezzata e di una buca d'orchestra. Per le sue caratteristiche e per la sua attività, sia cinematografica che teatrale, costituisce una delle realtà più importanti nel contesto cittadino e ospita, assieme al Teatro degli Industri, la stagione teatrale dell'amministrazione comunale.